# Хостел

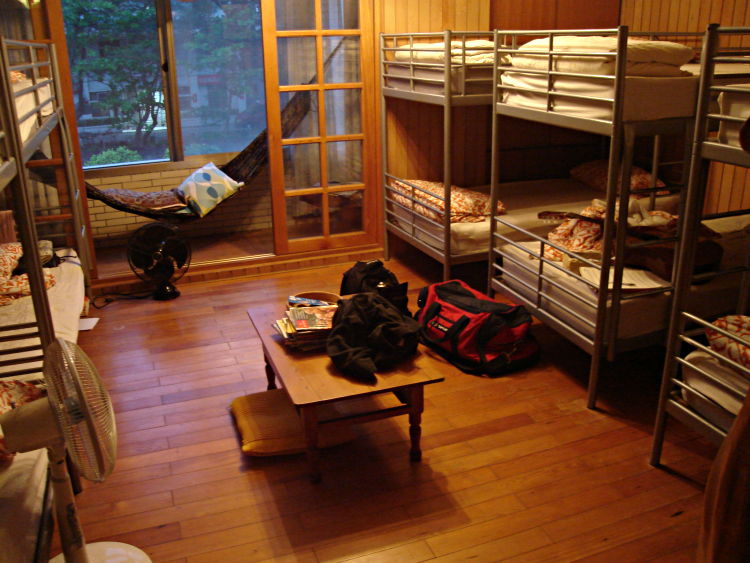
Типова кімната в хостелі

Хо́стел, також го́стел (англ. hostel — «гуртожиток»; у Європі, щонайменше на початку XX ст., подекуди вживався термін «Hotel Garni») — тимчасове житло економ-класу для туристів, орієнтоване в основному на молодь, головна відмінність якого від готелю — плата за місце, а не за номер.
Для хостелів притаманні як одноярусні, так і двоярусні ліжка, спільна кухня та зручності (туалет, ванна, душ) загального користування. Номери можуть бути мішаного типу (незалежно від статі), або поділені на чоловічі та жіночі. В номері може бути від двох ліжок і більше.

## Історія
Засновником хостелів зазвичай вважають німецького вчителя Річарда Ширмана, котрий у 1909 році, подорожуючи зі своїми учнями, зупинявся на ночівлю у школах, які порожніли протягом канікул. На ніч меблі у класі зсовували в один кут, або ж узагалі виносили, у той час як на підлогу клали мішки з соломою, на яких, власне, й ночувала молодь. У 1912 році Ширман організував перший повноцінний хостел (Jugendherberge) у замку, спорудженому у XX ст., — Алтени (Вестфалія), що діє й понині.
Бувши засновником та ідеологом хостел-руху, Ширман разом з однодумцем Вільгельмом Мюнкером у 1919 році утворив Німецький молодіжний союз хостелів. До речі, в результаті, 1962 року цей союз видав у Копенгагені життєпис Ширмана під назвою «The first youth hosteller».
В Україні одним із перших в історії хостелів можна вважати недорогий готель «Номери Кане» (нині у будівлі розташований Центральний гастроном), збудований французьким підприємцем Жаном-Батистом Кане 1874 року у Києві, а також прибутковий будинок Анненкова у Севастополі, відкритий у 1902 році. Будинок міг утримувати від 500 до 800 пожильців, яким за невелику плату, окрім місця для сну, надавали безкоштовні послуги прання, медичні послуги, лазню, дешеве харчування. Цей дешевий готель проіснував до 1920 року.
Хостел-рух отримав численних послідовників. Вже в 1932 році було проголошено про створення Міжнародної федерації молодіжних хостелів в Амстердамі. У Федерацію на ту мить входили відпоручики Швейцарії, Польщі, Англії, Голландії, Франції, Данії, Чехословаччини, Ірландії, Бельгії та, звісно ж, Німеччини. Очолив Федерацію сам Річард Ширман, який, на останок, повинен був піти з посади в 1936 році у зв'язку з наполегливою порадою німецького уряду.
На сьогодні приблизна кількість хостелів у цілому світі оцінюється у 5 тисяч, хоча точну кількість злічити цілком неможливо. Це пов'язано насамперед із тим, що деякі хостели часто виникають і зникають спонтанно чи працюють лише певний час на рік.

## Стандарти
Міжнародна федерація молодіжних хостелів встановила такі вимоги до хостелів: на одну людину має припадати не менше п'яти метрів квадратних, відстань від спинки двоярусного ліжка до стелі має становити не менш як 75 сантиметрів, ліжко повинне бути розміром не менш ніж 80 на 190, а відстань між ліжками щонайменше 75 сантиметрів. На 12 людей у хостелі повинен бути один туалет, передбачається один умивальник на шістьох людей, на 15 осіб — одна душова. При можливості у хостелі має бути повністю обладнана кухня.

## Особливості українських хостелів
В Україні хостели почали виникати десь у 2005 році, коли у Києві відбувалося «Євробачення». Перші хостели виникли у великих містах, пізніше вони виникали і в обласних центрах. Проте станом на 2015 рік кількість хостелів поза великими містами невелика.
Хостел став поширеним видом бізнесу в Україні, особливо серед людей, що мають можливість здавати своє житло вже не на одну людину, а на гурт людей. Такі хостели бувають по-різному обладнані, що й грає на ціни. Можливість за невеликі гроші створити свій гуртожиток або мініготель і призводить до появи більшості українських хостелів у житлових будинках. Подібне також поширене й у сусідніх з Україною країнах.